# Conrad Lonicer
Conrad Lonicer  (* 1611 in Herford; † 1656 ebenda) war ein Jurist und Gesandter der Reichsstadt Herford bei den Verhandlungen in Osnabrück, die 1648 zum Westfälischen Frieden führten.

## Leben
Conrad Lonicer wurde als Sohn des Rektors Wendelin Lonicer († 1576) und dessen Ehefrau Ursula Heidtmann geboren.
1611 immatrikulierte er sich zum Studium der Rechtswissenschaften an der Philipps-Universität Marburg und erlangte 1636 den Grad Doktor beider Rechte, wurde Stadtsyndikus in Herford und später dort Regierungsrat. Gemeinsam mit dem Ratsherrn Anton Fürstenau erhielt er am 5. Februar 1646 eine Vollmacht der Stadt zur Vertretung ihrer Interessen bei den Verhandlungen in  Osnabrück, die 1648 zum Westfälischen Frieden geführt haben. Tags darauf wurde er formal durch den Mainzer Kurfürsten zugelassen.  Zuvor hatte der deutsche Kaiser Ferdinand.III die Reichsstadt Herford zu den Friedensverhandlungen eingeladen. 
Im Sommer 1646 legte Lonicer sein Amt nieder, da er offensichtlich von Kurbrandenburg abgeworben worden war. Er kam in die zu Brandenburg gehörende Grafschaft Ravensberg und wurde dort am 16. April 1647 zum kurfürstlich-brandenburgischen Regierungsrat ernannt
Am 26. November/6. Dezember 1647 unterzeichnete er mit dem Kurfürsten  Friedrich Wilhelm von Brandenburg und sechs weiteren Advokaten einen Vergleich mit Vertretern der Stadt Herford über deren Befugnisse.
In der Auseinandersetzung des Großen Kurfürsten um die Reichsunmittelbarkeit Herfords stand Lonicer zunächst auf dessen Seite. Friedrich Wilhelm versuchte immer wieder, Herford in die Grafschaft Ravensberg einzugliedern. Als er eine Hungerblockade über Herford verhängte, distanzierte sich Lonicer mit einem Rechtsgutachten von ihm, was letztlich zum Ende seiner Dienstgeschäfte führte.